# Xawery Wolski

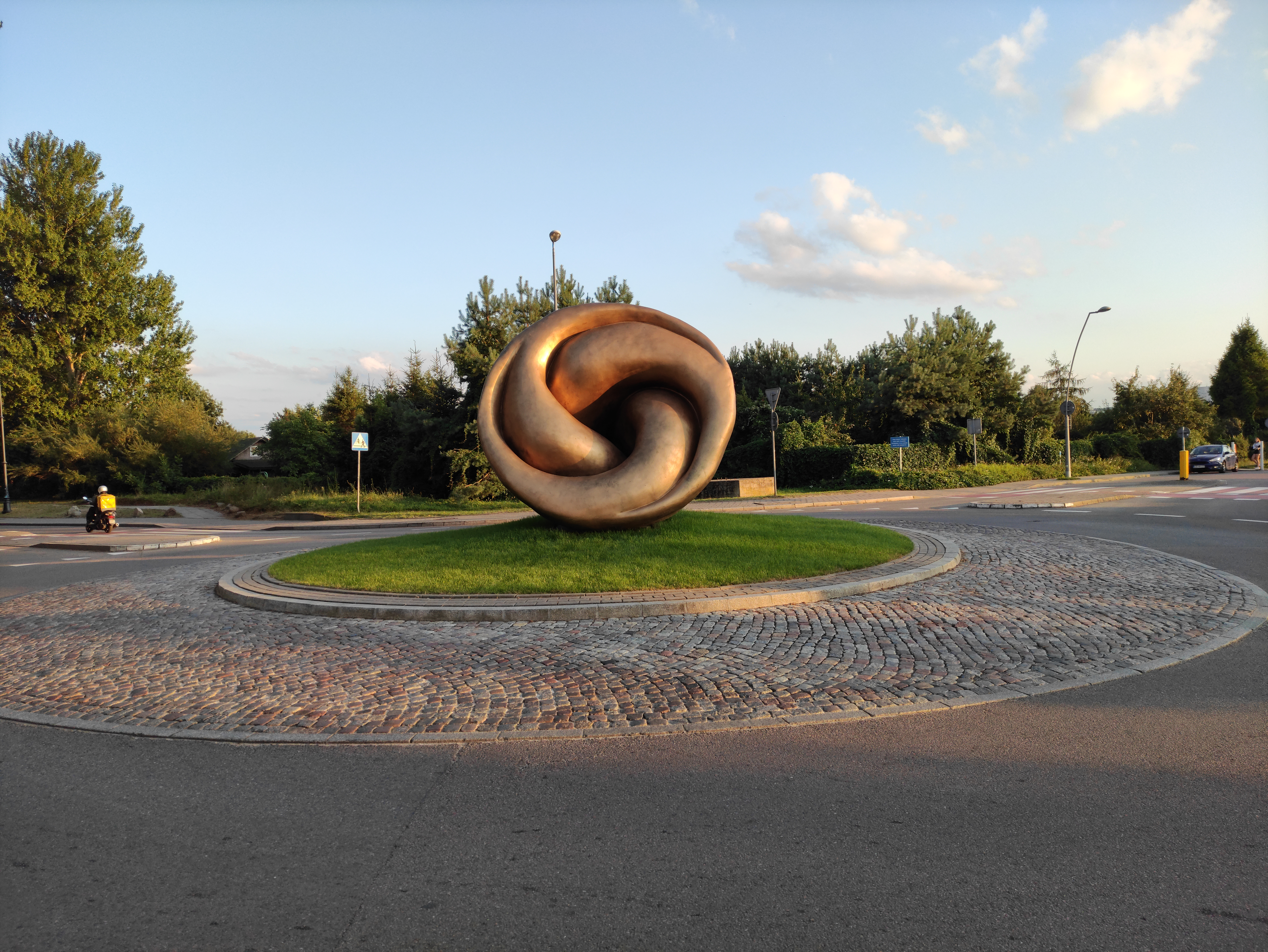
Rzeźba Echo

Xawery Aleksander Wolski (ur. 20 sierpnia 1960 w Warszawie) – polski artysta zajmujący się rzeźbą, instalacją i rysunkiem.
Na początku lat 80. studiował na Akademii Sztuk Pięknych w Warszawie. Studia kontynuował m.in. w Paryżu w Académie des Beaux-Arts. Swoje prace tworzy przy wykorzystaniu różnych materiałów np. brązu, terakoty czy drutu. Jego prace znajdują się w kolekcji m.in. Zachęty Narodowej Galerii Sztuki oraz Galerii Bielskiej BWA. W 2021 z okazji 30-lecia towarzystwa ubezpieczeń Ergo Hestia, jego rzeźba Echo stanęła w Sopocie obok siedziby firmy, na rondzie przy ulicy Bitwy pod Płowcami. Praca wzbudziła kontrowersje ze względu na niejednoznaczny kształt.
Od 2022 zasiada w jury konkursu rzeźbiarskiego Baltic Horizons. 
Syn Anny Branickiej-Wolskiej i Tadeusza Wolskiego.
Mieszka i pracuje w rodzinnym Dańkowie. Więcej informacji o twórczości Xawerego Wolskiego, a także o historii Dańkowa znaleźć można na stronie internetowej artysty: xawerywolski.com .